# 魔法少女リリカルなのは サウンドステージ
『魔法少女リリカルなのは サウンドステージ』（まほうしょうじょリリカルなのはサウンドステージ、英:Magical girl lyrical Nanoha Sound-stage）は、テレビアニメ作品『魔法少女リリカルなのは』シリーズ3作品それぞれの物語間を繋ぐオリジナル・ストーリードラマとキャラクターソングなどを収録したドラマCDである。その他『メガミマガジン』に「サウンドステージM」として付録につくこともある。

## 魔法少女リリカルなのは

### 01
- 2004年11月26日に発売。発売元はセブンエイト、販売元はキングレコード[注 1]（KICA-666）。
- テレビアニメ第2話と第3話の中間エピソード・第2.5話「ドキ!水着でプールで大ピンチなの?」と、高町なのは（田村ゆかり）、アリサ・バニングス（釘宮理恵）、月村すずか（清水愛）のキャラクターソング3曲が収録されている。

収録内容
1. なのは、魔法の練習中
2. おはよう
3. なかよしトリオ、元気に下校
4. 美由希とユーノ
5. 全員集合、プールサイド
6. Precious time
- 歌：アリサ・バニングス（釘宮理恵）
- 作詞：A-ko 作曲：佐野広明 編曲：安井歩

7. 泳ぎますか!
8. きっとStand by you
- 歌：月村すずか（清水愛）
- 作詞：臼井晃 作曲・編曲：佐野広明

9. 危険の予感〜ジュエルシード発動!
10. VS水獣
11. なのは、新たなる魔法!
12. ユーノ、ひとりごと
13. みんな元気です
14. 空の夢
15. Flying high!
- 歌：高町なのは（田村ゆかり）
- 作詞：都築真紀 作曲：佐野広明 編曲：安井歩
- 魔法少女リリカルなのは The MOVIE 1st　劇中BGM

16. 次回予告

### 02
- 2005年1月13日発売。発売元はセブンエイト、販売元はキングレコード[注 1]（KICA-667）。
- テレビアニメ第5話と第6話の間にあたるエピソード・第5.5話「風の向こうの記憶なの」と、フェイト・テスタロッサ（水樹奈々）、アルフ（桑谷夏子）、リニス（浅野真澄）のキャラクターソング3曲が収録されている。

収録内容
1. フェイトの朝
2. リニスとプレシア
3. 雨、そして出会い
4. 名前はアルフ
5. 「お母さん」
6. リニス、想う
7. 優しい夢を見れるよう
- 歌：リニス（浅野真澄）
- 作詞：都築真紀 作曲・編曲：佐野広明

8. 使い魔の使命
9. 契約の日
10. 同じ勇気
- 歌：アルフ（桑谷夏子）
- 作詞：A-ko 作曲・編曲：佐野広明

11. 育ちゆく日々
12. フェイト、最終課題
13. リニスの願い
14. 晩餐
15. その名はバルディッシュ
16. 始まり
17. そして、現在
18. Wish
- 歌：フェイト・テスタロッサ（水樹奈々）
- 作詞：都築真紀 作曲：happy soulman 編曲：安井歩

19. 次回予告

### 03
- 2005年4月6日発売。発売元はセブンエイト、販売元はキングレコード[注 1]（KICA-668）。
- テレビアニメ最終話から後のエピソード・第14話「それから」と、高町なのは（田村ゆかり）、ユーノ・スクライア（水橋かおり）、フェイト・テスタロッサ（水樹奈々）のキャラクターソング3曲が収録されている。

収録内容
1. なのはとユーノ
2. 朝の学校
3. 母と息子・艦長と執務官
4. 気持ち、わけあえて
5. 笑顔になあれ
- 歌：高町なのは（田村ゆかり）
- 作詞：都築真紀 作曲・編曲：佐野広明

6. フェイトとアルフ
7. ユーノ、想う
8. 君の空に
- 歌：ユーノ・スクライア（水橋かおり）
- 作詞：都築真紀 作曲・編曲：佐野広明

9. 絆、『いままで』と『これから』
10. アルフ、散歩中
11. フェイトとクロノ
12. ちょっとした夕食
13. 贈り物
14. 『えーーーーっ!?』
15. 想いをこめて
16. Skyblue gradation
- 歌：フェイト・テスタロッサ（水樹奈々）
- 作詞：都築真紀 作曲：happy soulman 編曲：安井歩

### 魔法少女リリカルなのは Original Sound Track
- 2005年5月11日発売。発売元はセブンエイト、販売元はキングレコード[注 1]（KICA-693）。
- 『魔法少女リリカルなのは』の劇中BGMを収録したサウンドトラック。

収録内容
1. オープニングテーマ『innocent starter（TV-Size）』
- 歌・作詞：水樹奈々 作曲・編曲：大平勉

2. 宿命の檻、運命の輪
3. 願い、闇の中で
4. レイジングハート・セットアップ!
5. 溢れるパワー・無敵の勇気
6. 黒き輝き
7. 銀の翼〜アースラ
8. 血の縛鎖
9. 絆、信じて
10. 大丈夫だよ
11. この広い世界に
12. 楽しい休日
13. ほのぼの…?
14. のんびりしましょ
15. 走れ!
16. ええとですね
17. 消せない過去、戻らない時
18. 予兆
19. 雷光襲来
20. 緊急事態
21. 嵐の中で
22. 決断の時
23. ゆずれない思い
24. 雲海を抜けて
25. 動き出す宿命
26. 飛翔
27. 撃ち抜いて、夜も暗闇も
28. 想い、あなたへ
29. 集え、星の輝き〜スターライト・ブレイカー
30. 崩れゆく世界
31. 宿命の行く末
32. やすらぎ
33. なまえをよんで
34. 君に会いたくなったなら
35. エンディングテーマ『Little Wish 〜lyrical step〜（TV-Size）』 
- 歌：田村ゆかり 作詞：椎名可憐 作曲・編曲：太田雅友

36. なの！
37. アイキャッチ1
38. アイキャッチ2
39. リリカルマジカル、がんばります!
40. 杖[デバイス] ボイス レイジングハート（ボーナストラック）
- 声：Donna Burke

41. 杖[デバイス] ボイス バルディッシュ（ボーナストラック）
- 声：Kevin J.England

## 魔法少女リリカルなのはA's

### 01（A's）
- 2005年11月23日発売。発売元はセブンエイト、販売元はキングレコード[注 1]（KICA-733）。
- テレビアニメ第3話と第4話の間のエピソード・第3.5話「ドキドキ!お風呂場は熱き戦場なの!」と、八神はやて（植田佳奈）、高町なのは（田村ゆかり）、シャマル（柚木涼香）のキャラクターソング3曲が収録されている。

- しかし、実際には時間軸が少々ずれている。テレビアニメ第4話Aパートにてフェイト・テスタロッサの編入があり、第4話Bパート後編で高町なのは&レイジングハート&バルディッシュが完治する。故に、第3話と第4話の間ではなく第4話中のエピソードである。

収録内容
1. 仲良し四人組の放課後
2. 闇の書の主と守護騎士の午後
3. 愛しさと優しさと
- 歌：八神はやて（植田佳奈）
- 作詞：都築真紀 作曲：happy soul man 編曲：安井歩

4. なのは&フェイト、帰宅
5. BRAVE HEARTs
- 歌：高町なのは（田村ゆかり）
- 作詞：都築真紀 作曲：happy soul man 編曲：安井歩

6. フェイトの決断…?
7. レッツゴー! スーパー銭湯!
8. 八神家 おでんの時間、お風呂の時間
9. なのは&フェイト一同、銭湯体勢
10. はやて&守護騎士一同〜脱いだらスゴイんです?
11. お風呂でくつろぎタイム!
12. エイミィ&美由希、ちょっと一休み
13. すずか&はやて遭遇
14. なのは&フェイト ラブラブ洗いっこ
15. それぞれの家路
16. なのは&フェイト 小さな決意
17. シャマル、想う
18. 旅の標
- 歌：シャマル（柚木涼香）
- 作詞：A-ko 作曲：happy soul man 編曲：安井歩

19. 次回予告

### 02（A's）
- 2006年1月12日発売。発売元はセブンエイト、販売元はキングレコード[注 1]（KICA-743）。
- テレビアニメ第6話と第7話の間にあたるエピソード・第6.5話「今は遠き夜天の光」と、シグナム（清水香里）、フェイト・テスタロッサ（水樹奈々）、八神はやて（植田佳奈）のキャラクターソング3曲が収録されている。

収録内容
1. はやて、帰宅
2. 管制人格
3. 無限の旅路〜友へ〜
- 歌：シグナム（清水香里）
- 作詞：都築真紀 作曲・編曲：佐野広明

4. なのは&フェイト、本局内部見学
5. なのは&フェイト、二人の将来?
6. 海鳴大学病院
7. はやて、闇の書の意志と出会う
8. 闇の書の意志、騎士たちの過去を語る
9. なのは&フェイト、クロノと
10. なのは、ユーノと電話
11. フェイト、夜空の下で
12. 翼
- 歌：フェイト・テスタロッサ（水樹奈々）
- 作詞：都築真紀 作曲：happy soul man 編曲：安井歩

13. はやてと、闇の書の意志と
14. 記憶の彼方
15. 八神家の午後
16. 夜〜夜天の主、星空を見上げて
17. Snow Rain（第11話　挿入歌）
- 歌：八神はやて（植田佳奈）
- 作詞：都築真紀 作曲：happy soul man 編曲：安井歩

18. 次回予告

### 03（A's）
- 2006年3月8日発売。発売元はセブンエイト、販売元はキングレコード[注 1]（KICA-768）。
- テレビアニメ最終話から後のエピソード・第14話「これから」と、八神はやて（植田佳奈）、フェイト・テスタロッサ（水樹奈々）、高町なのは（田村ゆかり）それぞれのキャラクターソング3曲が収録されている。

収録内容
1. 春が来て
2. 八神家のその後
3. お花見?
4. ぐるぐる連絡網
5. はやてと騎士たち 贈り物と、約束と
6. あなたがくれた空
- 歌：八神はやて（植田佳奈）
- 作詞：A-ko 作曲・編曲：佐野広明

7. お花見です
8. フェイトの歌は…
9. 風に舞う花
- 歌：フェイト・テスタロッサ（水樹奈々）
- 作詞：都築真紀 作曲：happy soul man 編曲：安井歩

10. フェイトとシグナム
11. リンディとレティ、語る
12. アリサ&すずかのユーノ観
13. クロノについて
14. クロノとエイミィ
15. なのはとヴィータ
16. はやてと石田医師
17. フェイトの答え
18. なのはとシグナム
19. 宴が終わって
20. それぞれの家庭で
21. ドライブ・イグニッション
22. STARTing STARS
- 歌：高町なのは（田村ゆかり）
- 作詞：都築真紀 作曲：佐野広明 編曲：安井歩

### ボーカルベストコレクション（A's）
- それまでに発売されていた『魔法少女リリカルなのは』、『魔法少女リリカルなのはA's』双方のサウンドステージ6作品の中から3人の主人公、高町なのは、フェイト・テスタロッサ、八神はやてのボーカル曲にそれぞれアレンジを加えて収録されたオムニバス・アルバム。
- なお、当作品はコミックマーケット70で販売されたものであり、一般では非売品となっている。

収録曲
高町なのは
- 声：田村ゆかり

1. レイジングハート・セットアップ!（The Magical Orchestra）
2. Flying high!（Lyrical Pop style）
3. 笑顔になあれ（Sweet mix）
4. BRAVE HEARTs（Cyber mix）
5. STARTing STARS（Starlight mix）

フェイト・テスタロッサ
- 声：水樹奈々

1. 翼（Heartful mix）
2. Skyblue gradation（Summertime edit）
3. 風に舞う花（Flower mix）
4. Wish（Memories mix）

八神はやて
- 声：植田佳奈

1. 愛しさと優しさと（Piano edit）
2. あなたがくれた空（Windy style）
3. Snow Rain（Another approach）

## 魔法少女リリカルなのはStrikerS

### 01（StrikerS）
- 2007年5月23日発売。発売元はセブンエイト、販売元はキングレコード[注 1]（KICA-853）。
- テレビアニメ6話と7話の間でのエピソード「出張・機動六課!!? 緊急捜索任務in海鳴市?」 と、スバル・ナカジマ（斎藤千和）、八神はやて（植田佳奈）、高町なのは（田村ゆかり）それぞれのキャラクターソング3曲が収録されている。

収録内容
1. 聖王教会
2. 派遣任務の行き先は?
3. リイン曹長!?
4. 現地到着 その1
5. 現地到着 その2
6. 任務開始!
7. なのはさんの…
8. 喫茶翠屋
9. 一同集合inコテージ
10. 家族の想い、友達の想い
11. スバルとティア
12. 空色の約束（第8話挿入歌）
- スバル・ナカジマ（斎藤千和）
- 作詞：都築真紀 作曲・編曲：佐野広明

13. 総員、銭湯態勢!
14. 銭湯状況1 隊長たちと友人と
15. 銭湯状況2 エリオとキャロ
16. エリオとキャロin露天風呂
17. はやての想い
18. 星に祈りを
- 八神はやて（植田佳奈）
- 作詞：A-ko 作曲・編曲：佐野広明

19. 目標発見!
20. シーリング・ファイト
21. 帰還
22. 魔法の言葉〜Lyrical harmony〜
- 高町なのは（田村ゆかり）
- 作詞：都築真紀 作曲：happy soul man 編曲：安井歩

23. 次回予告

### 02（StrikerS）
- 2007年7月18日発売。発売元はセブンエイト、販売元はキングレコード[注 1]（KICA-854）。
- テレビアニメ14話と15話の間でのエピソード「機動六課　家族の肖像」と、高町なのは（田村ゆかり）、フェイト・T・ハラオウン（水樹奈々）、キャロ・ル・ルシエ（高橋美佳子）それぞれのキャラクターソング3曲が収録されている。

収録内容
1. なのはとヴィヴィオ 朝の風景
2. アルトとルキノ 給湯室にて
3. 八神はやてと守護騎士一同
4. ヴィヴィオの記憶 なのはの想い
5. あなたの笑顔に
- 歌：高町なのは（田村ゆかり）
- 作詞：都築真紀 作曲：happy soul man 編曲：安井歩

6. 聖王教会
7. ライトニング隊
8. 見つめる視線
9. 2人の願い フェイトの想い
10. クロノとヴェロッサ クラウディアブリッジ
11. エリオとキャロ 2人の想い
12. いつの日か
- 歌：キャロ・ル・ルシエ（高橋美佳子）
- 作詞：A-ko／作曲・編曲：佐野広明

13. 専門家
14. なのはとヴィヴィオ ベッド
15. 親として
16. アルフとエリオ・キャロ
17. 家族だから
18. フェイトと、エリオと、キャロと
19. Present
- 歌：フェイト・T・ハラオウン（水樹奈々）
- 作詞：都築真紀 作曲：happy soul man 編曲：安井歩

20. 八神家の夜
21. 次回予告

### 03（StrikerS）
- 2007年10月3日発売。発売元はセブンエイト、販売元はキングレコード[注 1]（KICA-855）。
- テレビアニメ18話と19話の中間エピソード「蒼天の風、宵闇の炎」と、ティアナ・ランスター（中原麻衣）、八神はやて（植田佳奈）、リインフォースII（ゆかな）それぞれのキャラクターソング3曲が収録されている。

収録内容
1. 船艦アースラ 隊長たち
2. 本局 リインフォースIIとマリー 〜リインの見る夢〜
3. 湖畔 ルーテシア一行
4. スカリエッティのアジト 姉妹たち
5. アギト 道程を想う
6. 本局 先端医療技術センター
7. 2人の翼
- 歌：ティアナ・ランスター（中原麻衣）
- 作詞：A-ko 作曲・編曲：佐野広明

8. 古代ベルカ 闇の書の意志と守護騎士と
9. あなたを想う
- 八神はやて（植田佳奈）
- 作詞：都築真紀 作曲：佐野広明 編曲：安井歩

10. 本局無限書庫 ユーノとヴェロッサ・シャッハ
11. 本局 ヴィータとリイン
12. 聖王医療院 シャマルとザフィーラ
13. アースラ艦内 オフィススペース
14. アースラ廊下 エリオとキャロ、フェイト
15. アースラオフィス なのはとユーノ
16. ヴィータとシャマル
17. 祝福の風
18. 蒼天の願い
19. 小さな誓い
- 歌：リインフォースII（ゆかな）
- 作詞：都築真紀／作曲・編曲：佐野広明

20. 次回予告

### 04（StrikerS）
- 2007年12月12日発売。発売元はセブンエイト、販売元はキングレコード[注 1]（KICA-856）。
- テレビアニメ最終話その後のエピソード「青空」と、ヴィータ（真田アサミ）、フェイト・T・ハラオウン（水樹奈々）および、スバル・ナカジマ（斎藤千和）・ティアナ・ランスター（中原麻衣）・エリオ・モンディアル（井上麻里奈）・キャロ・ル・ルシエ（高橋美佳子）の4人が歌うキャラクターソング3曲が収録されている。

収録内容
1. フェイトのメール
2. 11月 機動六課
3. 108部隊 ギンガとゲンヤと、マリーと
4. スターズ隊の休暇プラン
5. なのはママとヴィヴィオ
6. はやてとヴェロッサ
7. クロノとゲンヤ
8. ライトニング隊
9. 海上隔離施設
10. スターズ隊、出発
11. ザンクト・ヒルデ魔法学院
12. ポートフォール・メモリアルガーデン
13. はやてとヴィータ
14. 真紅の花
- ヴィータ（真田アサミ）
- 作詞：都築真紀 作曲・編曲：佐野広明

15. アギトとシグナム
16. 海上隔離施設〜ナンバーズ
17. 休暇終了
18. リンディとエリオ・キャロ
19. 2人の進路
20. 傷痕
21. 4人の思い
22. 4人の決意
23. To The Real
- 歌：スバル・ナカジマ（斎藤千和）

ティアナ・ランスター（中原麻衣）
エリオ・モンディアル（井上麻里奈）
キャロ・ル・ルシエ（高橋美佳子）
- 作詞：都築真紀 作曲：佐野広明 編曲：安井歩

24. 青空
25. Endless Chain
- 歌：フェイト・T・ハラオウン（水樹奈々）
- 作詞：都築真紀 作曲：happy soul man 編曲：安井歩

### ボーカルベストコレクション（StrikerS）
- 『魔法少女リリカルなのはStrikerS サウンドステージ』全4巻に収録されていたボーカル曲全12曲のリアレンジバージョンを収録。
- コミックマーケット75で先行して発売され、2009年3月に一般発売された。販売元はキングレコード。

収録曲
1. 魔法の言葉〜Lyrical harmony〜（SkyHigh Edition） [4分4秒]
- 歌：高町なのは（声：田村ゆかり）

2. Present（Sweet honey mix） [4分45秒]
- 歌：フェイト・T・ハラオウン（声：水樹奈々）

3. 空色の約束（Heartful ver） [4分43秒]
- 歌：スバル・ナカジマ（声：斎藤千和）

4. 二人の翼（Rising mix） [4分10秒]
- 歌：ティアナ・ランスター（声：中原麻衣）

5. 星に祈りを（Kuru×2 mix） [3分47秒]
- 歌：八神はやて（声：植田佳奈）

6. いつの日か（Ballade mix） [4分6秒]
- 歌：キャロ・ル・ルシエ（声：高橋美佳子）

7. Endless Chain（Glory Graduation ver） [4分31秒]
- 歌：フェイト・T・ハラオウン（声：水樹奈々）

8. あなたの笑顔に（Piano ver） [3分51秒]
- 歌：高町なのは（声：田村ゆかり）

9. 真紅の花（Best mix） [4分34秒]
- 歌：ヴィータ（声：真田アサミ）

10. あなたを想う（Holy Sing ver） [6分16秒]
- 歌：八神はやて（声：植田佳奈）

11. 小さな誓い（Acoustic ver） [4分6秒]
- 歌：リインフォースII（声：ゆかな）

12. To the real（Brave mix） [4分51秒]
- 歌：スバル・ナカジマ（斎藤千和）
- 歌：ティアナ・ランスター（中原麻衣）
- 歌：エリオ・モンディアル（井上麻里奈）
- 歌：キャロ・ル・ルシエ（高橋美佳子）

### StrikerS サウンドステージX
『StrikerS サウンドステージX』（ストライカーズ サウンドステージ イクス）とは、『魔法少女リリカルなのはStrikerS』の3年後を描いたCDドラマである。高町なのはをはじめとする『魔法少女リリカルなのはA's』以前の登場人物達はほとんど登場せず、執務官に昇進したティアナが連続凶悪事件を解決するという内容になっている。
エンディングテーマはI'veの川田まみが担当しており、都築真紀が手がける作品としては『とらいあんぐるハート3 〜Sweet Songs Forever〜』およびその関連作品以来のI'veの起用となる。
コミックマーケット74で限定特装盤が先行して発売され、通常版は2008年10月29日に発売された。販売元はキングレコード。

#### 収録内容
ディスク1
1. プロローグ
2. 事件
3. 港湾警備隊
4. マリアージュ
5. 再会〜ティアナとスバル
6. 辺境自然保護隊〜エリオとキャロ
7. 詩編
8. 聖王教会〜執事オットーとシスターディード
9. グエン砂漠〜シスターシャッハとシスターセイン
10. スバルの部屋〜二人の思い出話
11. 陸士108部隊 ルネッサとギンガ
12. 海上保護施設 ナカジマ家4姉妹
13. 深夜  服飾店
14. X Phase 0
15. アルトの車で
16. ティアナとルネッサ（1）
17. トレディア・グラーゼ
18. 火災
19. ベルウィードホテル
20. 屋上 マリアージュvsティアナ
21. 探すべきもの
22. ヴォルツとスバル〜救助隊として
23. スバルの部屋 エリオとキャロ
24. ティアナとルネッサ（2）
ディスク2
1. 無限書庫〜小さな司書
2. アギト、ルーテシアを訪ねる
3. 無限書庫&共同調査
4. 捜査
5. ギンガとチンク
6. JX705
7. 独想
8. J.S
9. マリンガーデン（1）
10. N2R
11. マリンガーデン（2）
12. 遭遇
13. 信念
14. 歴史
15. ヴォルツ&ティアナ
16. だけど、今は
17. StarS
18. 嵐の後
19. 1000年
20. スバル&ティアナ
21. エピローグ
22. My Friend
- 歌：川田まみ
- 作詞：都築真紀 作曲：中沢伴行 編曲：一色由比
- Sound Produced By I've

キャスト
- スバル・ナカジマ - 斎藤千和
- ティアナ・ランスター - 中原麻衣
- エリオ・モンディアル - 井上麻里奈
- キャロ・ル・ルシエ - 高橋美佳子
- ルネッサ・マグナス - 浅川悠
- 水橋かおり
- 桑谷夏子
- 亀岡真美
- 木川絵理子
- 升望
- 中村悠一
- 大川透
- 高森奈緒
- 阪田佳代
- 勝杏里
- 成田剣
- 伊藤静
- 川澄綾子

## 魔法少女リリカルなのは The MOVIE 1st

### ドラマCD付き特別鑑賞券 Side-N
劇場アニメ『魔法少女リリカルなのは The MOVIE 1st』のドラマCD付き特別鑑賞券としてコミックマーケットにて限定販売された。高町なのは（田村ゆかり）のキャラクターソングが収録されている。
収録内容
1. プロローグ
2. 再会
3. ヴィヴィオとスバル なのはとティアナ
4. がんばって！
5. スバルとティアナ（1）
6. なのはママとヴィヴィオ（1）
7. スバルとティアナ（2）
8. 高町一家集合
9. なのはとフェイト
10. なのはママとヴィヴィオ（2）
11. 未来予想図
12. 小さな花を
- 歌：高町なのは（田村ゆかり）
- 作詞：都築真紀 作曲：N.D.O 編曲：安井歩

### ドラマCD付き特別鑑賞券 Side-F
前述のSide-Nと同時リリース。フェイト・T・ハラオウン（水樹奈々）のキャラクターソングが収録されている。
収録内容
1. プロローグ
2. フェイトとアルフ・エリオとキャロ
3. 資料いろいろ
4. クラウディア ユーノとクロノ
5. エリオとキャロ
6. なのはからの連絡
7. おみやげです
8. フェイトとアルフ
9. 思い出のこと
10. 写真
11. 君がくれた奇跡
- 歌：フェイト・T・ハラオウン（水樹奈々）
- 作詞：都築真紀 作曲：happy soulman 編曲：中條美沙

### Original Sound Track
- 2010年1月23日発売[1]。発売元はセブン・アークス、販売元はキングレコード（KICA-2503〜2504）
- 『魔法少女リリカルなのは The MOVIE 1st』の劇中BGMを収録したサウンドトラック。

収録内容
ディスク1
1. この広い世界に
2. 願い、闇の中で
3. 海鳴市、春
4. Presentiment
5. 襲来〜抗う力
6. Raising Heart Set up!
7. 空駆ける力
8. Emergency
9. Jewel seed
10. 未来予想
11. Blitz of Gold
12. First Impact
13. 愛しさと寂しさ
14. 夜風
15. 雷鳴
16. 閃光舞い散る
17. innocent starter Instrumental&Orgol Mix
18. 銀の翼
19. 拒絶
20. 小さな絆
21. まだ名前も聞いてない
22. Executioner
23. Heart of Japanesque
24. Lost worlds
25. 誓いの理由
ディスク2
1. Heart of Japanesque
2. 伝えたい思い
3. 撤退戦
4. Blood
5. 雛鳥の翼〜Flying high!
6. Duel
7. わたしのおかあさん
8. Phalanx
9. 星の輝き
10. 黒雷
11. アリシア・テスタロッサ
12. 旅立ちの宴
13. アルトセイムの四季
14. 愛情
15. 時の庭園
16. 何度も、何度も
17. 本当の気持ち
18. 帰還
19. 君に逢いたくなったなら
20. なまえをよんで
21. Little Wish 〜lyrical step〜 Instrumental&Strings Mix

## 魔法少女リリカルなのは The MOVIE 2nd A's

### ドラマCD付き特別鑑賞券 Side-T
劇場アニメ『魔法少女リリカルなのは The MOVIE 2nd A's』のドラマCD付き特別鑑賞券としてコミックマーケットにて限定販売された。
収録内容
1. ヴィヴィオ達の放課後
2. フェイトとティアナ
3. なのはとスバル
4. チームナカジマ、練習終わり
5. みんなで夕食
6. はやてとミウラ、高町家へ
7. ミウラ語る
8. 今年の未来予想図

### ドラマCD付き特別鑑賞券 Side-Y
前述のSide-Tと同時リリース。
収録内容
1. 特務六課 見習いトリオとリイン
2. シャマル先生とはやてとシグナム
3. 司令室
4. ヴィータと銀十字
5. はやて、なのは、フェイト 帰宅
6. 八神家にて（1）
7. 守護騎士4人
8. 八神家にて（2）
9. 魔導書の縁
10. 思い出と未来と

### Original Sound Track
- 2012年7月14日発売[2]。発売元はセブン・アークス、販売元はキングレコード（KICA-2508〜2509）
- 『魔法少女リリカルなのは The MOVIE 2nd A's』の劇中BGMを収録したサウンドトラック。

収録内容
ディスク1
1. Solitude
2. 宿命の扉
3. 約束の日
4. 海鳴市・12月
5. ハラオウン家
6. 事件
7. 小さな告白
8. 急襲
9. 旧き騎士
10. 暗雲
11. 八神家の朝
12. 静かな決意
13. 八神はやて
14. 不屈の意志（1）
15. 不屈の意志（2）
16. 追憶
17. 雷鳴烈火
18. 蒼穹の果てから
19. エクセリオン・セットアップ！
20. Lightning Assault
21. Sky Dancing
22. 急転
23. 回想〜目覚めの時〜
24. 回想〜幸福な日々〜
25. ETERNAL BLAZE  〜Instrumental & Orgol MIX〜（BONUS TRACK）
26. 真実の鎖
27. 過去と現在
28. 闇の鼓動
29. 痛みよりもなお
30. 記された事実
ディスク2
1. 絡み合う運命
2. 笑顔の少女たち
3. 遭遇
4. 繋がらない言葉
5. 誓いの剣
6. Buster Cannon
7. NachtWal
8. 闇の書の意志
9. 願ったこと
10. Buster Shift
11. 崩壊
12. 欲しかった時間
13. Dog Fight
14. 涙払う力
15. たとえ夢でも
16. A.C.S.
17. Dear My Sister Dear My Memory
18. Snow Rain 〜Ver.Holy Night〜
- 歌：八神はやて（植田佳奈）
- 作詞：都築真紀 作曲：happy soulman 編曲：高瀬一矢

19. 祝福の風
20. 「おかえり」
21. Operation Standby
22. arc-en-ciel
23. 終焉
24. たったひとつの方法
25. 永遠の絆
26. Spiritual Garden 〜Instrumental & Strings MIX〜（BONUS TRACK）
27. 未来へのきざはし

### Snow Rain 〜Unison-trilogy〜
挿入歌「Snow Rain」のオリジナル・アレンジ・シングル。はやて&リインフォースが2人で歌うユニゾンバージョン「Ver.Blessing Wind」をはじめ、初代と二代目がそれぞれに歌うバージョンを収録した、Snow Rainの三部作となっている。
収録曲
1. Snow Rain（Ver.Blessing Wind）
歌：八神はやて（植田佳奈）、リインフォース（小林沙苗）
2. Snow Rain（Ver.Eins）
歌：リインフォース（小林沙苗）
3. Snow Rain（Ver.Zwei）
歌：リインフォースII（ゆかな）

## 魔法少女リリカルなのはINNOCENT

### 01（INNOCENT）
原作者・都築真紀書き下ろしによる『魔法少女リリカルなのはINNOCENT』初のドラマCD。StrikerS サウンドステージX以来、I'veが担当するIKUが歌うオープニングと柚子乃、RINAが歌うエンディング・テーマも収録している。コミックマーケット88で発売され、2015年10月28日に一般発売された。販売元はキングレコード（KICA-2511）。
収録内容
1. INTRODUCTION〜魔法少女リリカルなのは INNOCENT サウンドステージ01〜
2. Share the world
- 歌：IKU
- 作詞：IKU 作曲・編曲：高瀬一矢

3. テスタロッサ&ハラオウン家・朝
4. 古書店八神堂
5. グランツ研究所
6. 私立海聖小学校
7. ショップイベント!
8. スピードエスケープ!
9. シューティングレンジ!
10. インテリジェントクイズ!
11. バトルコロシアム・T.K.J!
12. ドキドキ!ビーチフラッグ!
13. 秋の食材コレクション!
14. 集結!スカイデュエル!
15. EPILOGUE〜魔法少女リリカルなのは INNOCENT サウンドステージ01〜
16. Keep on!!
- 歌：柚子乃、RINA
- 作詞：桐島愛里 作曲・編曲：高瀬一矢

17. 来客とうっかりさん
18. さらに二人が帰ってきて
19. 夜、学校に着くまでに
20. あるじとわたし

## ViVid Strike!

### ViVid Strike! Summer Time Vacance Songs
2017年5月7日に開催されたイベント「ViVid☆PARTY」の会場物販、およびキングレコード通販サイト「KING e-SHOP」で販売された。『ViVid Strike!』第13話の挿入歌として使用されたフーカ・レヴェントン（水瀬いのり）、リンネ・ベルリネッタ（小倉唯）のキャラクターソング2曲が収録されている。2017年7月6日からキング・アミューズメント・クリエイティブ公式通販サイト「キンクリ堂」にて販売している。
収録曲
1. 明日への風
歌：フーカ・レヴェントン（水瀬いのり）
作詞：都築真紀 作曲・編曲：中條美沙、中條尚由
2. Shiny Sky Memories
歌：リンネ・ベルリネッタ（小倉唯）
作詞：都築真紀 作曲・編曲：中條美沙、中條尚由
3. 明日への風（off Vocal）
4. Shiny Sky Memories（off Vocal）

## 魔法少女リリカルなのは Reflection

### ドラマCD付き特別鑑賞券 なのは&はやて編+ボーナストラックViVid Strike! フーカ編
劇場アニメ『魔法少女リリカルなのは Reflection』のドラマCD付き特別鑑賞券としてコミックマーケットにて限定販売され、後に2017年1月30日〜2月13日までKING e-SHOPにて期間限定で再販が行なわれた。高町なのは（田村ゆかり）のキャラクターソングが収録されている。
収録内容
1. なのはの近況
2. 八神家の朝
3. それぞれに思うこと
4. レッツゴー遊園地!
5. 勇気の翼
- 歌：高町なのは（田村ゆかり）
- 作詞：都築真紀 作曲・編曲：中條美沙

6. イントロダクション
7. 高町家の朝
8. フーカとみんなと

### ドラマCD付き特別鑑賞券 フェイト＆アリサ＆すずか編+ボーナストラックViVid Strike! リンネ編
前述のなのは&はやて編+ボーナストラックViVid Strike! フーカ編と同時リリース。フェイト・T・ハラオウン（水樹奈々）のキャラクターソングが収録されている。
収録内容
1. フェイトの近況
2. テスタロッサ家の昼下がり
3. 本局・なのはとはやてと無限書庫
4. 夕食と花火の前に
5. 願いの蕾
- 歌：フェイト・T・ハラオウン（水樹奈々）
- 作詞：都築真紀 作曲・編曲：中條美沙

6. イントロダクション
7. フェイトとはやて
8. フェイトとリンネ
9. リンネとみんなと

### Original Soundtrack
2017年7月21日に発売された『魔法少女リリカルなのは Reflection』のサウンドトラック。劇中BGMと高町なのは（田村ゆかり）のキャラクターソングが収録されている。
収録内容
ディスク1
1. 私達の故郷
2. 失われてゆくもの
3. 夢の童話
4. 親友と旅立ちと
5. 永遠結晶
6. 朝の日課
7. 友達
8. Standby Ready!
9. Aerial combat
10. オールストン・シー
11. 真夏のHoney Days
- 歌：高町なのは（田村ゆかり）
- 作詞：都築真紀 作曲・編曲：中條美沙、中條尚由

12. 親子の思い
13. 事件
14. 追跡
15. 接触
16. Gun&Blade
17. Heavy arms
18. 強襲
19. キリエ・フローリアン
20. Highway duel
21. 決着
22. 衝突
23. 夜天の守護騎士
24. システム≪オルタ≫
25. 夢も、願いも、幸せも
26. 奪取
27. 守りたいもの
ディスク2
1. どこか遠くへ
2. PHANTOM MINDS 〜Instrumental & Orgol MIX〜
3. ある星の物語
4. 浮き上がる謎
5. 親友と思い出と
6. 封印の鍵
7. 王の魂
8. 違和感
9. 出撃
10. 迎撃
11. 王と主
12. 騎士の一閃
13. 鉄の意志
14. この手が届く距離
15. 炎の誓い
16. 二つの星
17. 雷光迅る
18. Levi the Slasher
19. 怒りの一撃
20. 殺意
21. 漆黒の翼
22. 生命の結晶
23. 真実と嘘
24. 貫く意志
25. 終わらない闇夜
26. 悲しい物語
27. 救うと決めた

## 魔法少女リリカルなのは Detonation

### Original Soundtrack
2018年10月24日に発売された『魔法少女リリカルなのは Detonation』のサウンドトラック。劇中BGMと高町なのは（田村ゆかり）、キリエ・フローリアン（佐藤聡美）、ディアーチェ（植田佳奈）のキャラクターソングが収録されている。
収録内容
ディスク1
1. 衝突
2. 冷たい真実
3. エクシードブレイカー
4. 紙片
5. 遠い記憶
6. アミティエ・フローリアン
7. 王の許し
8. 夜天の魔導
9. 諦めない心
10.束の間の休息
11. 惑星再生委員会
12. ユーリ・エーベルヴァイン
13. 生命に触れる力
14. 推論
15. 過去から現在へ
16. 増殖する悪意
17. それぞれの思惑〜出動
18. 貫く一閃
19. 攻防戦
20. 護りぬく意志
21. 変わってゆくために
22. それは本当に
23. 追跡と策謀
24. 疾走する銃火
25. 侵攻
26. 誰にも否定させない
27. 激昂
28. 真相
29. 幸せだった時間
30. 失われる希望
31. 狂奔
32. 絶望と別離
33. 制圧
34. ウィルスコード
35. 嘘
ディスク2
1. Daylight on Brave
- 歌：キリエ・フローリアン（佐藤聡美）
- 作詞：A-ko 作曲：佐野広明 編曲：塩野海

2. 託される想い
3. 激戦
4. レイジングハート・エストレア
5. 暁の祈り
- 歌：ディアーチェ（植田佳奈）
- 作詞：都築真紀 作曲：作良弘平 編曲：塩野海

6. 消えない絆
7. 雷光
8. 終結の光
9. 昏く蠢く
10. 追想
11. 守りたい世界
- 歌：高町なのは（田村ゆかり）
- 作詞：弦巻一浩 作曲：辻林美穂 編曲：塩野海

12. いつか、きっと
13. 帰還
14. 紫天の絆
15. 空を見上げて
16. 小さな魔法〜Lyrical Flower〜
- 歌：高町なのは（田村ゆかり）
- 作詞：都築真紀 作曲：作良弘平 編曲：塩野海

## 魔法少女リリカルなのは キャラクターソング コンプリートBOX
2019年11月19日発売。発売元はセブン・アークス、販売元はキングレコード（KICA-92562〜7）。
第1期（劇場版）、A's（劇場版）、StrikerS、INNOCENT、ViVid Strike!、Reflection、DetonationまでのドラマCD（サウンドステージ）やサウンドトラックに収録されたキャラクターソング、参加楽曲に新曲を加えたコンプリートBOX。封入特典には魔法少女リリカルなのは15周年記念イベント「リリカル☆ライブ」のDAY2チケット優先販売申込シリアルを同梱。
収録曲
ディスク1
1. Precious time
- 歌：アリサ・バニングス（釘宮理恵）

2. きっとStand by you
- 歌：月村すずか（清水愛）

3. Flying high!
- 歌：高町なのは（田村ゆかり）

4. 優しい夢を見れるよう
- 歌：リニス（浅野真澄）

5. 同じ勇気
- 歌：アルフ（桑谷夏子）

6. Wish
- 歌：フェイト・テスタロッサ（水樹奈々）

7. 笑顔になあれ
- 歌：高町なのは（田村ゆかり）

8. 君の空に
- 歌：ユーノ・スクライア（水橋かおり）

9. Skyblue gradation
- 歌：フェイト・テスタロッサ（水樹奈々）

10. 愛しさと優しさと
- 歌：八神はやて（植田佳奈）

11. BRAVE HEARTs
- 歌：高町なのは（田村ゆかり）

12. 旅の標
- 歌：シャマル（柚木涼香）

13. 無限の旅路～友へ～
- 歌：シグナム（清水香里）

14. 翼
- 歌：フェイト・テスタロッサ（水樹奈々）

15. Snow Rain
- 歌：八神はやて（植田佳奈）

ディスク2
1. あなたがくれた空
- 歌：八神はやて（植田佳奈）

2. 風に舞う花
- 歌：フェイト・テスタロッサ（水樹奈々）

3. STARTing STARS
- 歌：高町なのは（田村ゆかり）

4. Flying high!（Lyrical Pop style）
- 歌：高町なのは（田村ゆかり）

5. 笑顔になあれ（Sweet mix）
- 歌：高町なのは（田村ゆかり）

6. BRAVE HEARTs（Cyber mix）
- 歌：高町なのは（田村ゆかり）

7. STARTing STARS（Starlight mix）
- 歌：高町なのは（田村ゆかり）

8. 翼（Heartful mix）
- 歌：フェイト・テスタロッサ（水樹奈々）

9. Skyblue gradation（Summertime edit）
- 歌：フェイト・テスタロッサ（水樹奈々）

10. 風に舞う花（Flower mix）
- 歌：フェイト・テスタロッサ（水樹奈々）

11. Wish（Memories mix）
- 歌：フェイト・テスタロッサ（水樹奈々）

12. 愛しさと優しさと（Piano edit）
- 歌：八神はやて（植田佳奈）

13. あなたがくれた空（Windy style）
- 歌：八神はやて（植田佳奈）

14. Snow Rain（Another approach）
- 歌：八神はやて（植田佳奈）

ディスク3
1. 空色の約束
- 歌：スバル・ナカジマ（斎藤千和）

2. 星に祈りを
- 歌：八神はやて（植田佳奈）

3. 魔法の言葉〜Lyrical harmony〜
- 歌：高町なのは（田村ゆかり）

4. あなたの笑顔に
- 歌：高町なのは（田村ゆかり）

5. いつの日か
- 歌：キャロ・ル・ルシエ（高橋美佳子）

6. Present
- 歌：フェイト・T・ハラオウン（水樹奈々）

7. 2人の翼
- 歌：ティアナ・ランスター（中原麻衣）

8. あなたを想う
- 歌：八神はやて（植田佳奈）

9. 小さな誓い
- 歌：リインフォースII（ゆかな）

10. 真紅の花
- 歌：ヴィータ（真田アサミ）

11. To The Real
- 歌：スバル・ナカジマ（斎藤千和）

ティアナ・ランスター（中原麻衣）
エリオ・モンディアル（井上麻里奈）
キャロ・ル・ルシエ（高橋美佳子）
12. Endless Chain
- フェイト・T・ハラオウン（水樹奈々）

ディスク4
1. 魔法の言葉～Lyrical harmony～（SkyHigh Edition）
- 歌：高町なのは（田村ゆかり）

2. Present（Sweet honey mix）
- 歌：フェイト・T・ハラオウン（水樹奈々）

3. 空色の約束（Heartful ver）
- 歌：スバル・ナカジマ（斎藤千和）

4. 二人の翼（Rising mix）
- 歌：ティアナ・ランスター（中原麻衣）

5. 星に祈りを（Kuru×2 mix）
- 歌：八神はやて（植田佳奈）

6. いつの日か（Ballade mix）
- 歌：キャロ・ル・ルシエ（高橋美佳子）

7. Endless Chain（Glory Graduation ver.）
- 歌：フェイト・T・ハラオウン（水樹奈々）

8. あなたの笑顔に（Piano ver.）
- 歌：高町なのは（田村ゆかり）

9. 真紅の花（Beat mix）
- 歌：ヴィータ（真田アサミ）

10. あなたを想う（Holy Sing ver.）
- 歌：八神はやて（植田佳奈）

11. 小さな誓い（Acoustic ver.）
- 歌：リインフォースII（ゆかな）

12. To The Real（Brave mix）
- 歌：スバル・ナカジマ（斎藤千和）

ティアナ・ランスター（中原麻衣）
エリオ・モンディアル（井上麻里奈）
キャロ・ル・ルシエ（高橋美佳子）
13. My Friend
- 歌：川田まみ

ディスク5
1. 小さな花を
- 歌：高町なのは（田村ゆかり）

2. 君がくれた奇跡
- 歌：フェイト・T・ハラオウン（水樹奈々）

3. Snow Rain 〜Ver.Holy Night〜
- 歌：八神はやて（植田佳奈）

4. Snow Rain Ver.Blessing Wind
- 歌：八神はやて（植田佳奈）

リインフォース（小林沙苗）
5. Snow Rain Ver.eins
- 歌：リインフォース（小林沙苗）

6. Snow Rain Ver.Zwei
- 歌：リインフォースII（ゆかな）

7. 勇気の翼
- 歌：高町なのは（田村ゆかり）

8. 願いの蕾
- 歌：フェイト・T・ハラオウン（水樹奈々）

9. 真夏のHoney Days
- 歌：高町なのは（田村ゆかり）

10. Daylight on Brave
- 歌：キリエ･フローリアン（佐藤聡美）

11. 暁の祈り
- 歌：ディアーチェ（植田佳奈）

12. 守りたい世界
- 歌：高町なのは（田村ゆかり）

13. 小さな魔法〜Lyrical Flower〜
- 歌：高町なのは（田村ゆかり）

14. Share the world
- 歌：IKU

15. Keep on!!
- 歌：柚子乃

RINA
ディスク6
1. 明日への風
- 歌：フーカ・レヴェントン（水瀬いのり）

2. Shiny Sky Memories
- 歌：リンネ・ベルリネッタ（小倉唯）

3. いつか逢えるから ※新曲
- 歌：八神はやて（植田佳奈）

リインフォースI（小林沙苗）
4. Winds on hope～荒野の果てへ～ ※新曲
- 歌：イリス（日笠陽子）

ユーリ（阿澄佳奈）
5. 暁の祈り〜Ver.Trinity Heartss ※新曲
- 歌：ディアーチェ（植田佳奈）

シュテル（田村ゆかり）
レヴィ（水樹奈々）
6. Brand new Days ※新曲
- 歌：高町なのは（田村ゆかり）

フェイト・T・ハラオウン（水樹奈々）